# (9927) Tyutchev
(9927) Tyutchev est un astéroïde de la ceinture principale.

## Description
(9927) Tyutchev est un astéroïde de la ceinture principale. Il fut découvert le 3 octobre 1981 à Naoutchnyï par Lioudmila Karatchkina. Il présente une orbite caractérisée par un demi-grand axe de 2,22 UA, une excentricité de 0,24 et une inclinaison de 6,0° par rapport à l'écliptique.

## Compléments